# Irländsk röd och vit setter
För andra betydelser, se Irländsk setter.
Irländsk röd och vit setter är en hundras från Irland, besläktad med den mer kända irländsk röd setter. Den är en stående fågelhund av typen setter. Det är den röda och vita som är den mest ursprungliga av de två irländska settrarna, känd sedan 1600-talet. Den röda anses ha uppkommit genom renavel av röda exemplar. Den röda settern vann i populartitet, den ansågs vackrare och från 1880 fick bara röda delta på hundutställning. De röd-vita användes endast av jägare. Under 1920-talet påbörjades räddningsarbetet och 1944 bildades den nationella rasklubben. Det skulle dock dröja till 1978 innan irländsk röd och vit setter erkändes av Irish Kennel Club (IKC).